# Gregor Jakelj
Gregor Jakelj, slovenski veterinar, * 27. maj 1907, Dovje, † 26. november 1980 Ljutomer.
Po diplomi leta 1932 na zagrebški veterinarski fakulteti je služboval v številnih mestih po Srbiji in Mariboru ter na Jesenicah. Po osvoboditvi je v letih 1945 - 1976 v Ljutomeru delal kot občinski veterinarski referent in inšpektor. Bil je organizator in pospeševalec živinoreje, posebno konjereje in čebelarstva. Poznan pa je bil tudi kot sodnik na kasaških tekmah. 